# Didot

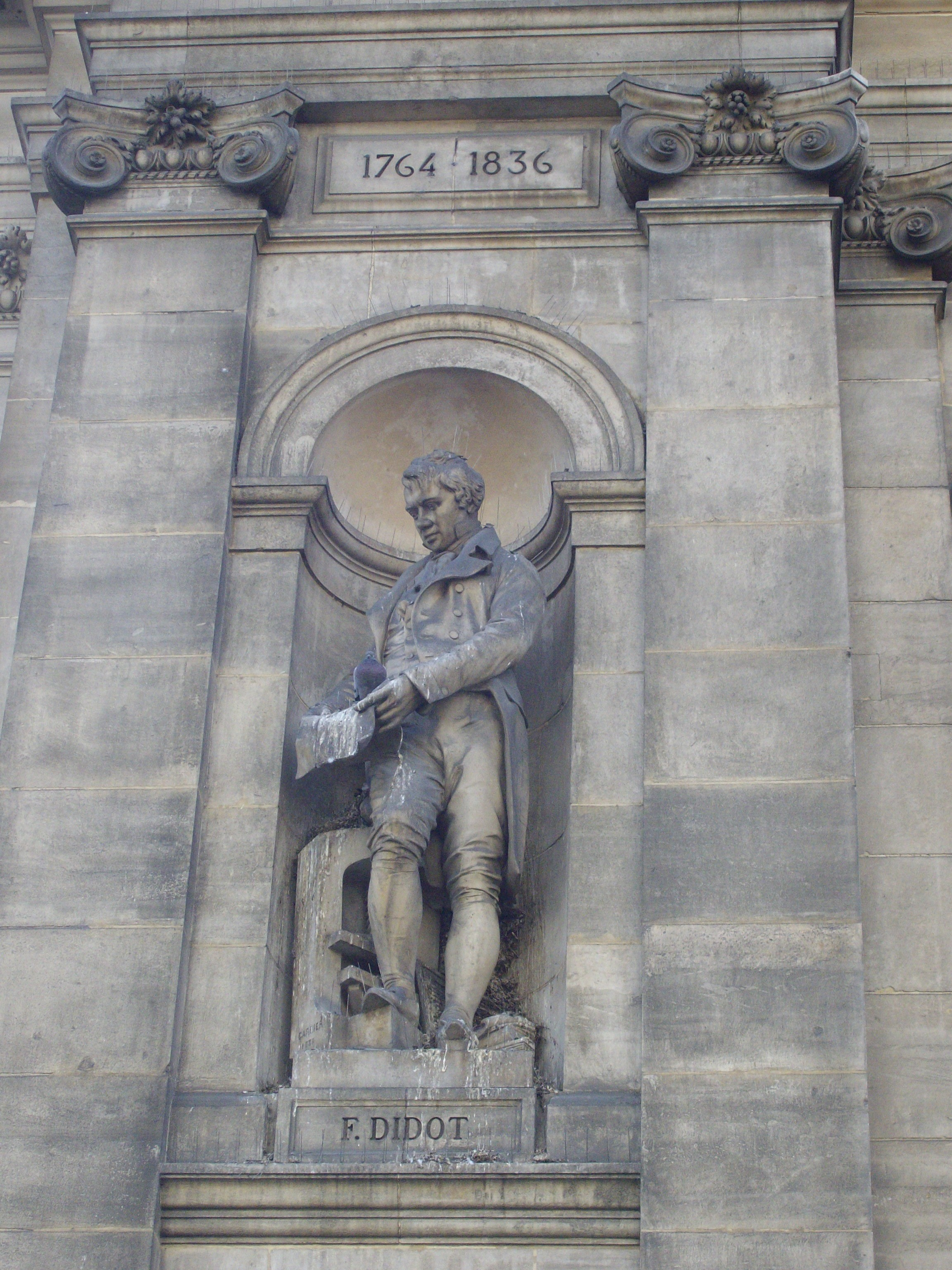
Firmin Didot, all'Hôtel de Ville de Paris

La famiglia Didot (dall'Ottocento Firmin-Didot) è una dinastia di stampatori, editori e tipografi francesi, la cui attività, iniziata al principio del XVIII secolo, si è tramandata fino al XXI secolo.

## Componenti

Campione dei carattere Didot

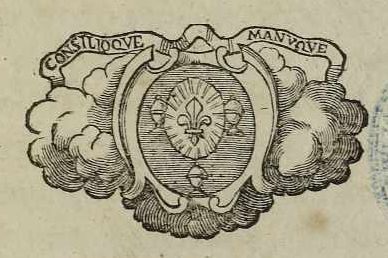
Marca tipografica di Pierre François Didot

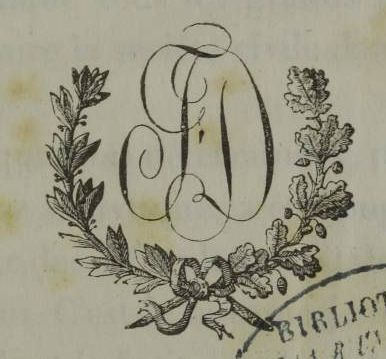
Marca tipografica di Firmin-Didot

- François Didot (1689-1757), il capostipite dell'attività familiare. Era amico dell'Abbé Prévost, di cui pubblico tutte le opere. La sua libreria, À la Bible d'Or, si trovava al quai des Grands-Augustins, a Parigi
- François-Ambroise Didot, detto Didot l'aîné (Didot il primogenito), (1730-1804), figlio del precedente, fu ingegnere e inventore[1]. Si deve a lui l'invenzione del sistema del punto tipografico noto come «punto Didot». Realizzò pregevoli edizioni con i caratteri eleganti incisi da suo figlio Firmin.
- Pierre-François Didot (1732-1795), fratello del precedente. Fu rinomato come stampatore di corte. Due suoi figli, Henri Didot e Didot Saint-Léger, si distinsero per alcune innovazioni: il primo come incisore di caratteri e come inventore della fonderia detta polyamatype; il secondo, per l'invenzione della carta senza fine. Il terzo figlio, Didot giovane, erediterà la stamperia.
- Henri Didot (1765-1862)
- Saint-Léger Didot (1767-1829)
- Edouard Didot (1797-1825)
- Pierre Didot (1760-1853), primogenito di François-Ambroise, gli succedette come stampatore nel 1789 e continuò la stampa di volumi di qualità i cui caratteri erano incisi dal fratello Firmin. A succedergli sarà suo figlio, Jules Didot.
- Jules Didot (1794-1871)
- Firmin Didot (1764-1836), secondo figlio di François-Ambroise Didot, è l'esponente più famoso della famiglia. Il suo nome fu incorporato nel patronimico dei suoi discendenti, che divenne Firmin-Didot[1]. Dal 1811 assunse il ruolo di stampatore dell'Institut de France, succedendo al dimissionario François-Jean Baudouin (o Baudoin), che era stato il primo nel 1796[1].
- Ambroise Firmin-Didot (1790-1876), figlio di Firmino. Fu «uno dei più grandi bibliofili della sua generazione»[1]. Fu anche membro dellAcadémie des inscriptions et belles-lettres dal 1872[1]. Insieme al fratello Hyacinthe, prende le redini dell'impresa sviluppata dal padre.
- Hyacinthe Firmin-Didot (1794-1880), fratello di Ambroise.
- Alfred Firmin-Didot  (1828-1913), figlio di Ambroise, stampatore-editore, successe a suo padre e a suo zio.

## La stamperia oggi
La Imprimerie Firmin-Didot ("Stamperia Firmin-Didot"), con sede a Mesnil-sur-l'Estrée (nella regione dell'Alta Normandia), è ancora attiva nel XXI secolo. La proprietà appartiene al gruppo industriale CPI, numero uno in Europa nella stampa di libri monocromi.